# Signy-le-Petit
Pour les articles homonymes, voir Signy.
Signy-le-Petit est une commune française située dans le département des Ardennes, en région Grand Est.

## Géographie

### Hydrographie
La commune est traversée par la ligne de partage des eaux entre  les bassins hydrographiques Rhin-Meuse et Seine-Normandie. Elle est drainée par le Gland, l'Artoise, le ruisseau de la Gravelotte, le ruisseau des Grosses Pierres, le canal de la Petite Eau, le ruisseau d'Herbay, le ruisseau Riz de France, le cours d'eau 23 de la commune de Signy-le-Petit, le cours d'eau 24 de la commune de Signy-le-Petit, le Fossé 22 de la commune de Signy-le-Petit, le ruisseau de Blanry, le Fossé 07 de la commune de la Neuville-aux-Jouets, le ruisseau de la Bonde, le ruisseau de la Bonde, le Fossé du Marais Lubin, le ruisseau des Vieux Fours, le ruisseau de la Petite Eau, le Fossé 05 de la commune de Tarzy, le cours d'eau 27 de la commune de Signy-le-Petit, le Fossé 31 de la commune de Signy-le-Petit, le Fossé 40 de la commune de Signy-le-Petit, le cours d'eau 42 de la commune de Signy-le-Petit et divers autres petits cours d'eau,.
Le Gland, d'une longueur de 37 km, prend sa source dans la commune de Regniowez et se jette  dans l'Oise (rive gauche) à Hirson, après avoir traversé huit communes. 
L'Artoise, d'une longueur de 19 km en France, prend sa source dans l'étang de Cendron, commune de Forge-Philippe, entité de Momignies, dans le Sud de la province de Hainaut (Belgique), délimite sur quelques kilomètres la frontière entre la Belgique et la France, passe en France où elle conflue en rive droite dans le Gland, à 193 m d'altitude, à Saint-Michel-en-Thiérache. 

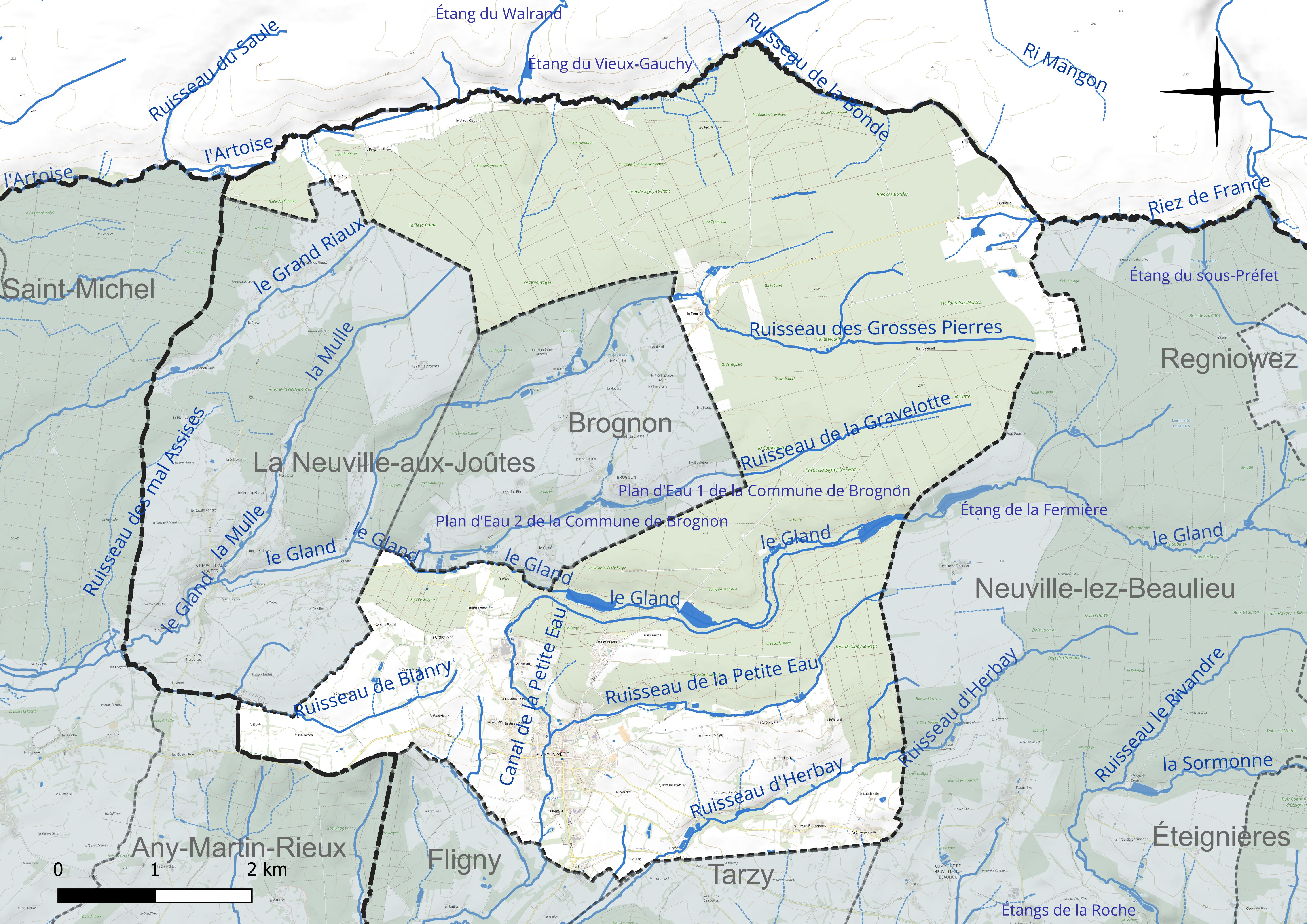
Réseau hydrographique de Signy-le-Petit.

Trois plans d'eau complètent le réseau hydrographique : l'étang de Gland, d'une superficie totale de 5,4 ha (5,3 ha sur la commune), l'étang de la Motte (5,4 ha) et l'étang de la Vieille Forge (5,5 ha),.

### Climat
Pour des articles plus généraux, voir Climat du Grand Est et Climat des Ardennes.
En 2010, le climat de la commune est de type climat de montagne, selon une étude du Centre national de la recherche scientifique s'appuyant sur une série de données couvrant la période 1971-2000. En 2020, Météo-France publie une typologie des climats de la France métropolitaine dans laquelle la commune est exposée à un climat océanique altéré et est dans la région climatique  Nord-est du bassin Parisien, caractérisée par un ensoleillement médiocre, une pluviométrie moyenne régulièrement répartie au cours de l’année et un hiver froid (3 °C). 
Pour la période 1971-2000, la température annuelle moyenne est de 9,1 °C, avec une amplitude thermique annuelle de 14,9 °C. Le cumul annuel moyen de précipitations est de 1 032 mm, avec 12,9 jours de précipitations en janvier et 10,2 jours en juillet. Pour la période 1991-2020, la température moyenne annuelle observée sur la station météorologique de Météo-France la plus proche, « Rocroi », sur la commune de Rocroi à 18 km à vol d'oiseau, est de 9,5 °C et le cumul annuel moyen de précipitations est de 1 210,4 mm. 
La température maximale relevée sur cette station est de 37,6 °C, atteinte le 25 juillet 2019 ; la température minimale est de −14,7 °C, atteinte le 4 février 2012,,. 
Les paramètres climatiques de la commune ont été estimés pour le milieu du siècle (2041-2070) selon différents scénarios d'émission de gaz à effet de serre à partir des nouvelles projections climatiques de référence DRIAS-2020. Ils sont consultables sur un site dédié publié par Météo-France en novembre 2022.

## Urbanisme

### Typologie
Au 1er janvier 2024, Signy-le-Petit est catégorisée bourg rural, selon la nouvelle grille communale de densité à 7 niveaux définie par l'Insee en 2022.
Elle est située hors unité urbaine et hors attraction des villes,.

### Occupation des sols
L'occupation des sols de la commune, telle qu'elle ressort de la base de données européenne d’occupation biophysique des sols Corine Land Cover (CLC), est marquée par l'importance des forêts et milieux semi-naturels (67,5 % en 2018), une proportion sensiblement équivalente à celle de 1990 (67,9 %). La répartition détaillée en 2018 est la suivante : 
forêts (64,1 %), prairies (26,5 %), milieux à végétation arbustive et/ou herbacée (3,4 %), terres arables (2,5 %), zones urbanisées (2,3 %), zones agricoles hétérogènes (0,9 %), eaux continentales (0,3 %). L'évolution de l’occupation des sols de la commune et de ses infrastructures peut être observée sur les différentes représentations cartographiques du territoire : la carte de Cassini (XVIIIe siècle), la carte d'état-major (1820-1866) et les cartes ou photos aériennes de l'IGN pour la période actuelle (1950 à aujourd'hui).

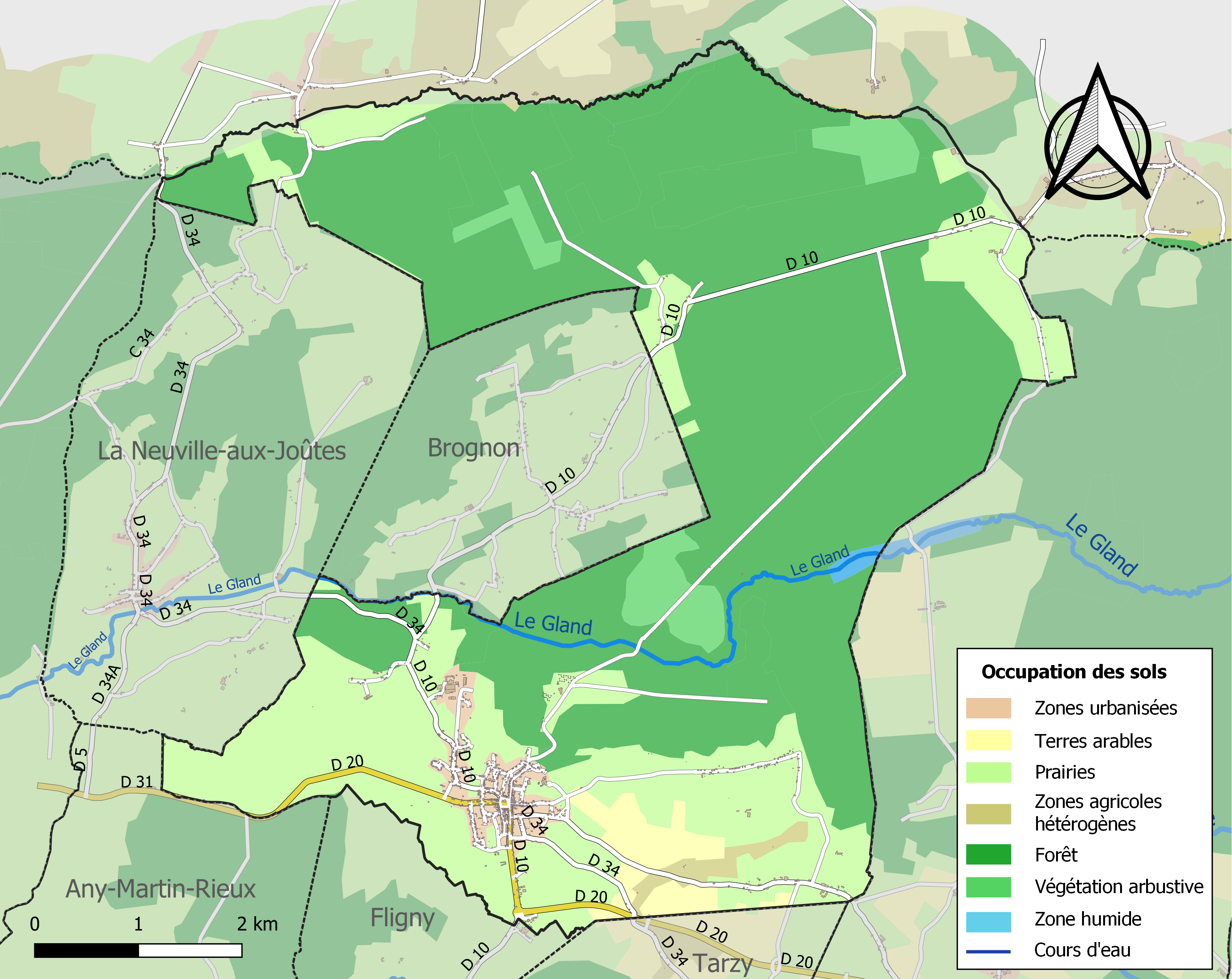
Carte des infrastructures et de l'occupation des sols de la commune en 2018 (CLC).

## Histoire
Nicolas V de Rumigny — qui héritera en 1226 de la seigneurie de Florennes (Belgique) — fonde le village de Signy-le-Petit en 1214 et lui accorde une charte. Son exemple est bientôt suivi par les chanoines de Reims qui entreprennent de construire de nouveaux villages dans leur terre des Potées. À cet effet, les religieux rémois prennent en 1215 des arrangements avec le sire de Rumigny, leur avoué. C’est ainsi que le chapitre accorde à Nicolas et à ses successeurs douze deniers blancs et une poule ou un chapon à recevoir annuellement de chaque famille des villages nouveaux. Le seigneur, de son côté, promet aux chanoines aide et assistance pour les constructions projetées, et aux habitants son appui et sa protection, ainsi que le passe libre sur toutes ses terres.
Village frontalier, Signy, qui devint plus tard « Signy-le-Petit », fut souvent ravagé par les guerres : brûlé en 1340, dévasté en 1521. En 1636, il est incendié à nouveau et l'église détruite. Il ne faut donc pas s'étonner que l'édifice actuel, reconstruit de 1680 à 1686, soit une église fortifiée et constitue de nos jours l'une des étapes du circuit des « Églises fortifiées de Thiérache ».
Vers les années 1840, Signy, son bourg et ses hameaux à caractère agricole comptent 2 300 habitants. C'est un centre commercial et artisanal (brasseries, moulins, poteries, briqueteries). Mais les transformations industrielles du XIXe siècle amèneront l'exode rural : les activités artisanales s'arrêtent les unes après les autres. Dans le même temps, l'implantation de trois fonderies, qui feront travailler plus de 400 ouvriers en 1900, accentue le caractère industriel du bourg et favorise le développement d'une population strictement ouvrière.

## Résultats des élections présidentielles (second tour)
2002 : Inscrits : 978 - Abst. : 24,64 % - Jacques Chirac : 466 voix (68,93 %) - Jean-Marie Le Pen : 210 voix (31,07 %)
2007 : Inscrits : 966 - Abst. : 20,19 % - Nicolas Sarkozy : 371 voix (50,27 %) - Ségolène Royal : 367 voix (49,73 %)
2012 : Inscrits : 982 - Abst. : 24,85 % - François Hollande : 378 voix (54,62 %) - Nicolas Sarkozy : 314 voix (45,38 %)
(Source : Ministère de l'Intérieur).

### Liste des maires
Signy-le-Petit a adhéré à la charte du parc naturel régional des Ardennes, à sa création en décembre 2011.

## Démographie
L'évolution du nombre d'habitants est connue à travers les recensements de la population effectués dans la commune depuis 1793. Pour les communes de moins de 10 000 habitants, une enquête de recensement portant sur toute la population est réalisée tous les cinq ans, les populations de référence des années intermédiaires étant quant à elles estimées par interpolation ou extrapolation. Pour la commune, le premier recensement exhaustif entrant dans le cadre du nouveau dispositif a été réalisé en 2004.

En 2022, la commune comptait 1 219 habitants, en évolution de −3,79 % par rapport à 2016 (Ardennes : −2,97 %, France hors Mayotte : +2,11 %).
| 1793  | 1800  | 1806  | 1821  | 1831  | 1836  | 1841  | 1846  | 1851  |
| ----- | ----- | ----- | ----- | ----- | ----- | ----- | ----- | ----- |
| 1 704 | 1 718 | 1 605 | 1 780 | 1 949 | 2 259 | 2 286 | 2 243 | 2 340 |

| 1866  | 1872  | 1876  | 1881  | 1886  | 1891  | 1896  | 1901  | 1906  |
| ----- | ----- | ----- | ----- | ----- | ----- | ----- | ----- | ----- |
| 2 138 | 2 053 | 2 055 | 2 006 | 2 030 | 2 030 | 1 933 | 1 983 | 1 902 |

| 1911  | 1921  | 1926  | 1931  | 1936  | 1946  | 1954  | 1962  | 1968  |
| ----- | ----- | ----- | ----- | ----- | ----- | ----- | ----- | ----- |
| 1 998 | 1 853 | 1 934 | 1 920 | 1 945 | 1 582 | 1 687 | 1 721 | 1 592 |

| 1975  | 1982  | 1990  | 1999  | 2004  | 2006  | 2009  | 2014  | 2019  |
| ----- | ----- | ----- | ----- | ----- | ----- | ----- | ----- | ----- |
| 1 543 | 1 361 | 1 280 | 1 314 | 1 290 | 1 284 | 1 307 | 1 261 | 1 194 |

| 2022  | - | - | - | - | - | - | - | - |
| ----- | - | - | - | - | - | - | - | - |
| 1 219 | - | - | - | - | - | - | - | - |

## Héraldique
| Armes de Signy-le-Petit | Les armes de Signy-le-Petit se blasonnent ainsi : D'or à la bande de gueules chargée de trois alérions d'argent. |

## Lieux et monuments
- Chapelle Notre-Dame-de-Consolation de Signy-le-Petit.
- Chapelle Notre-Dame-de-Lourdes de Signy-le-Petit.

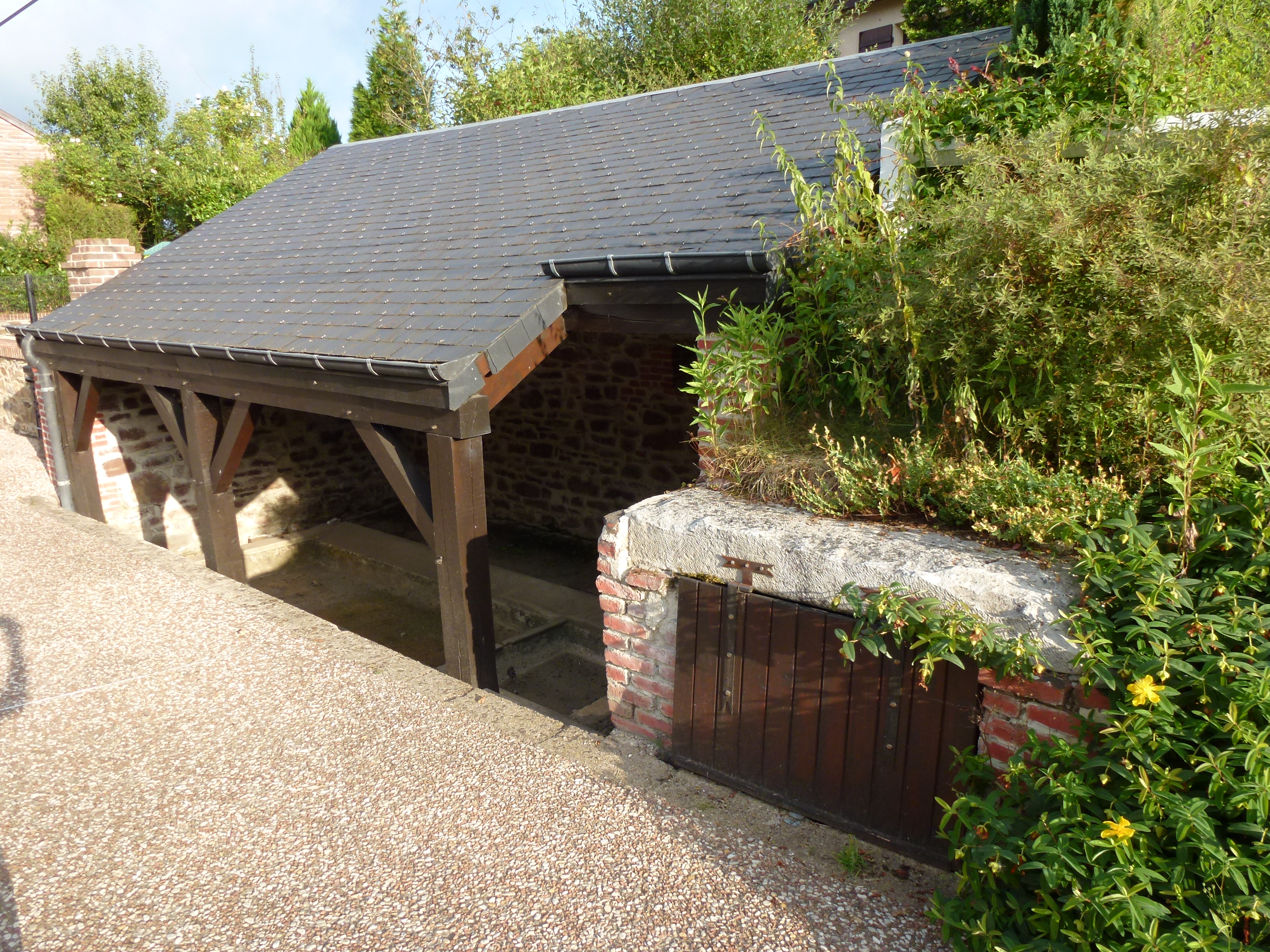
Lavoir.
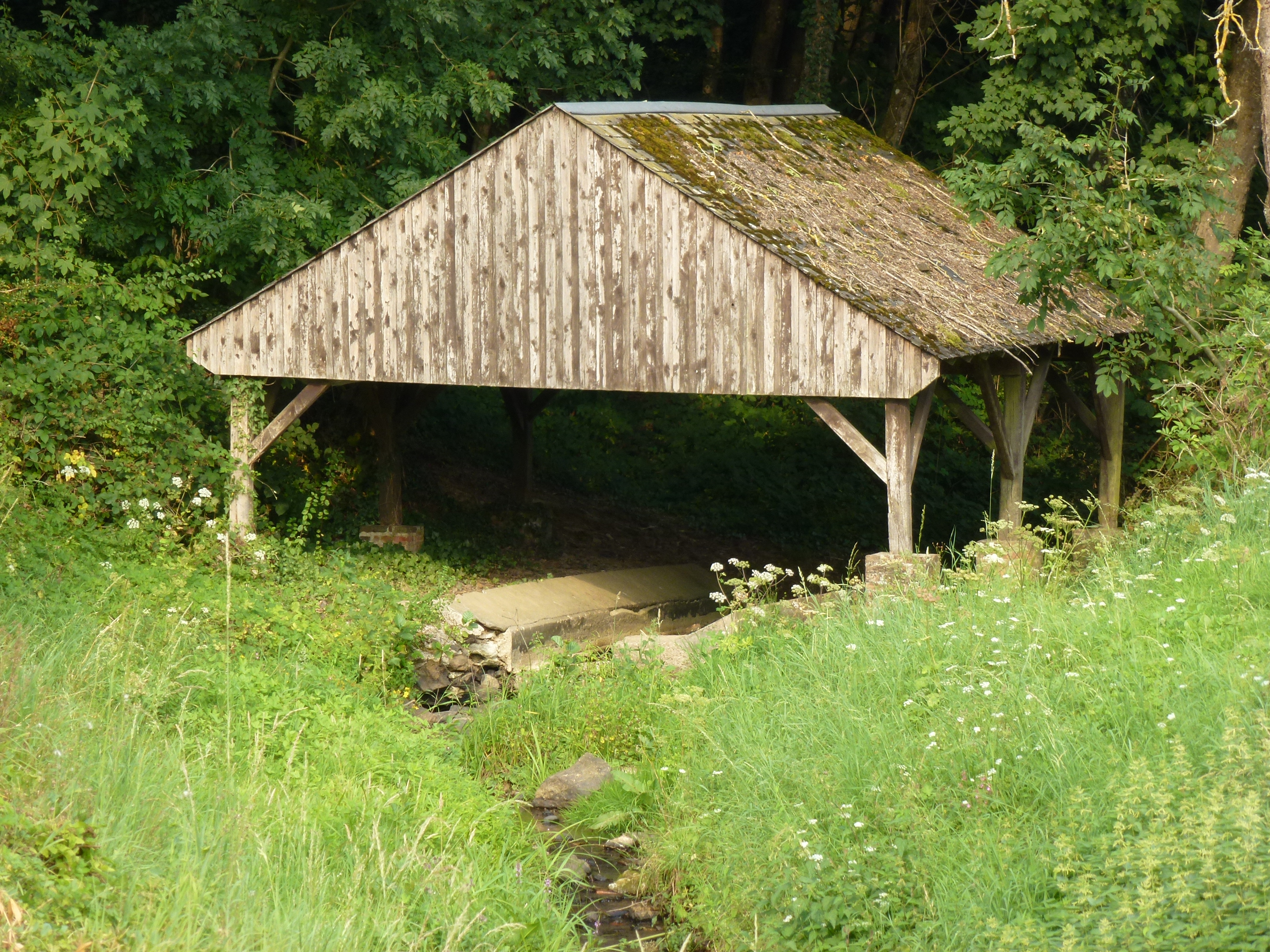
Autre lavoir.
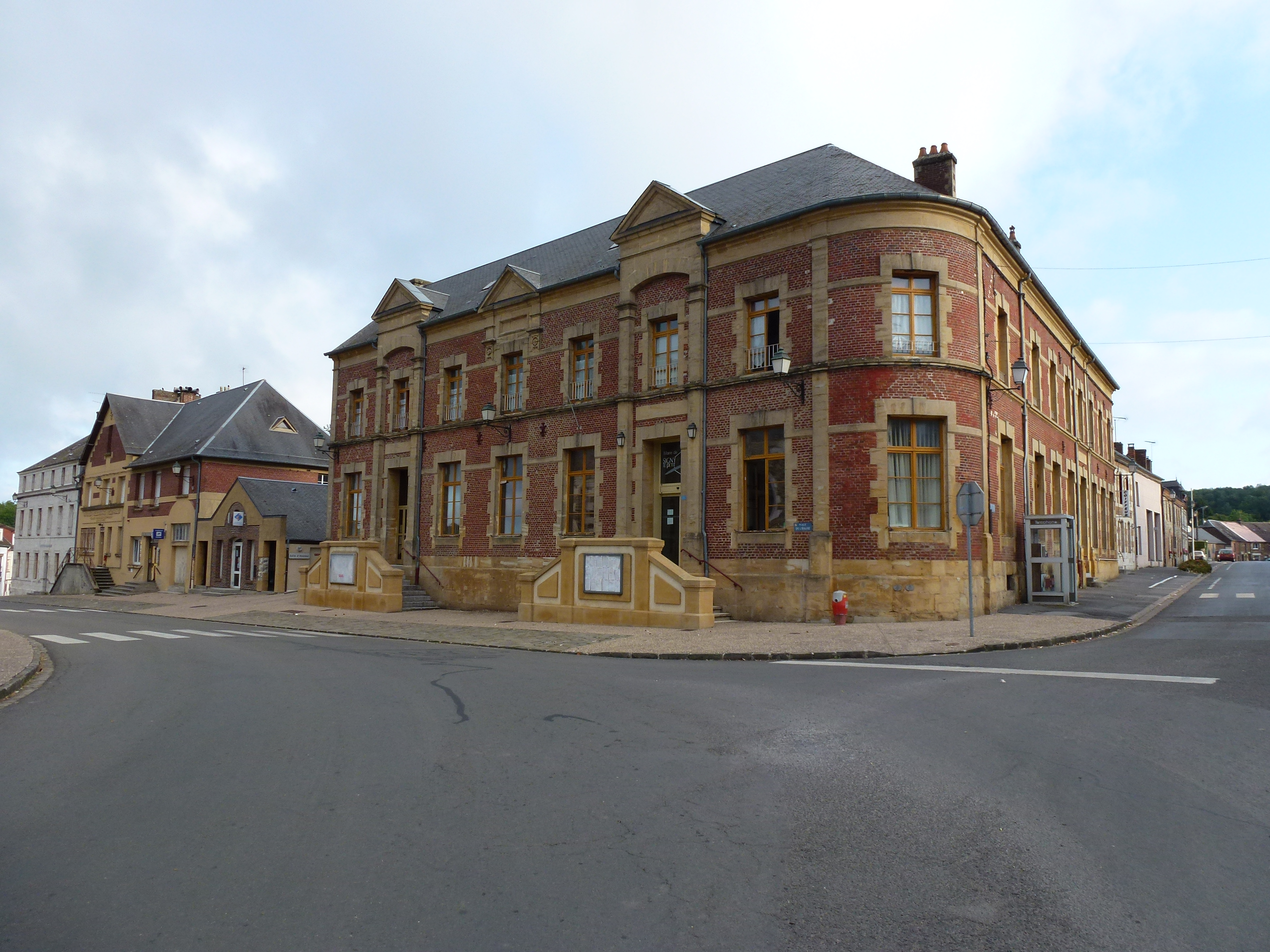
Mairie.
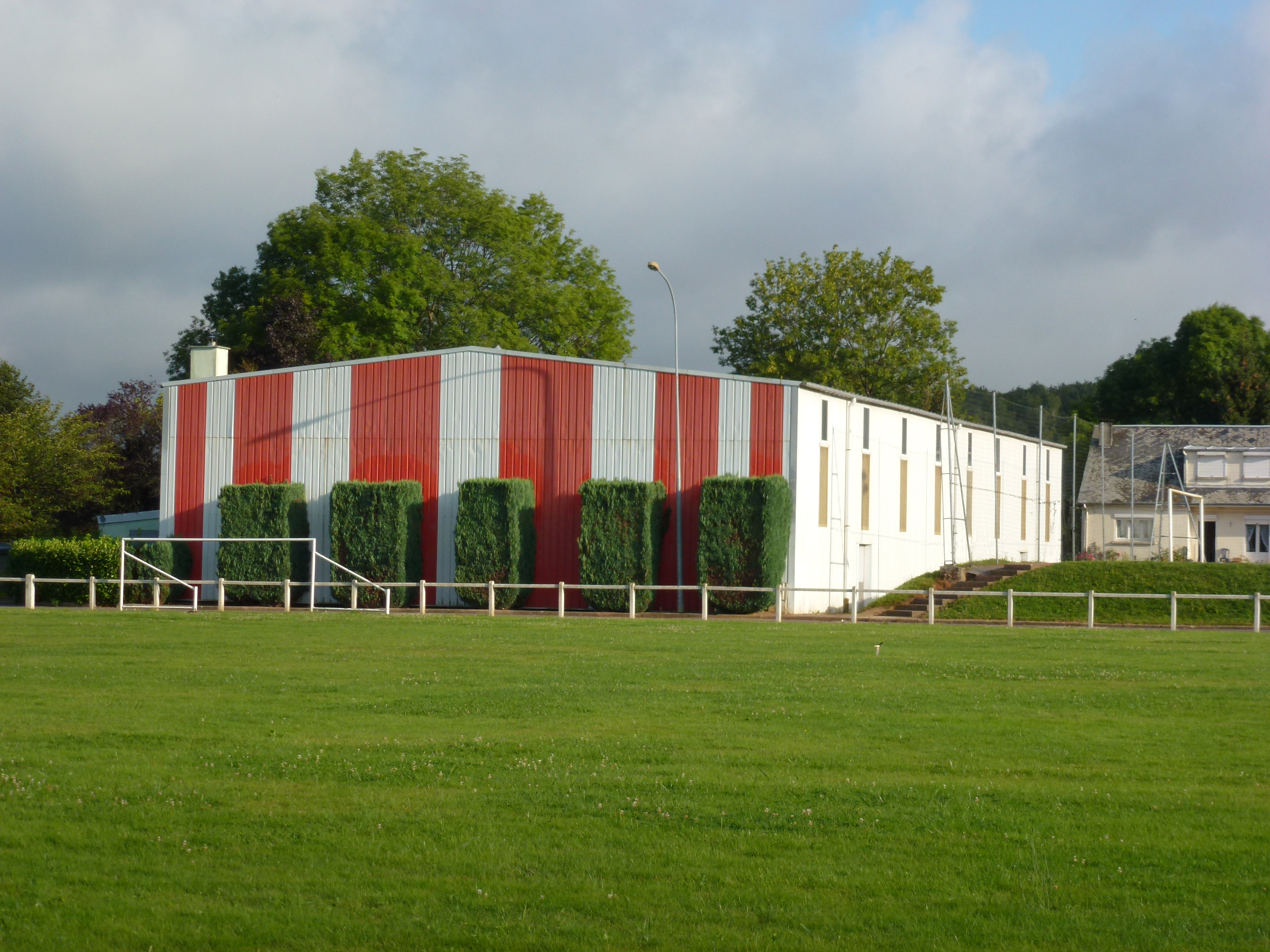
Halle de sports.
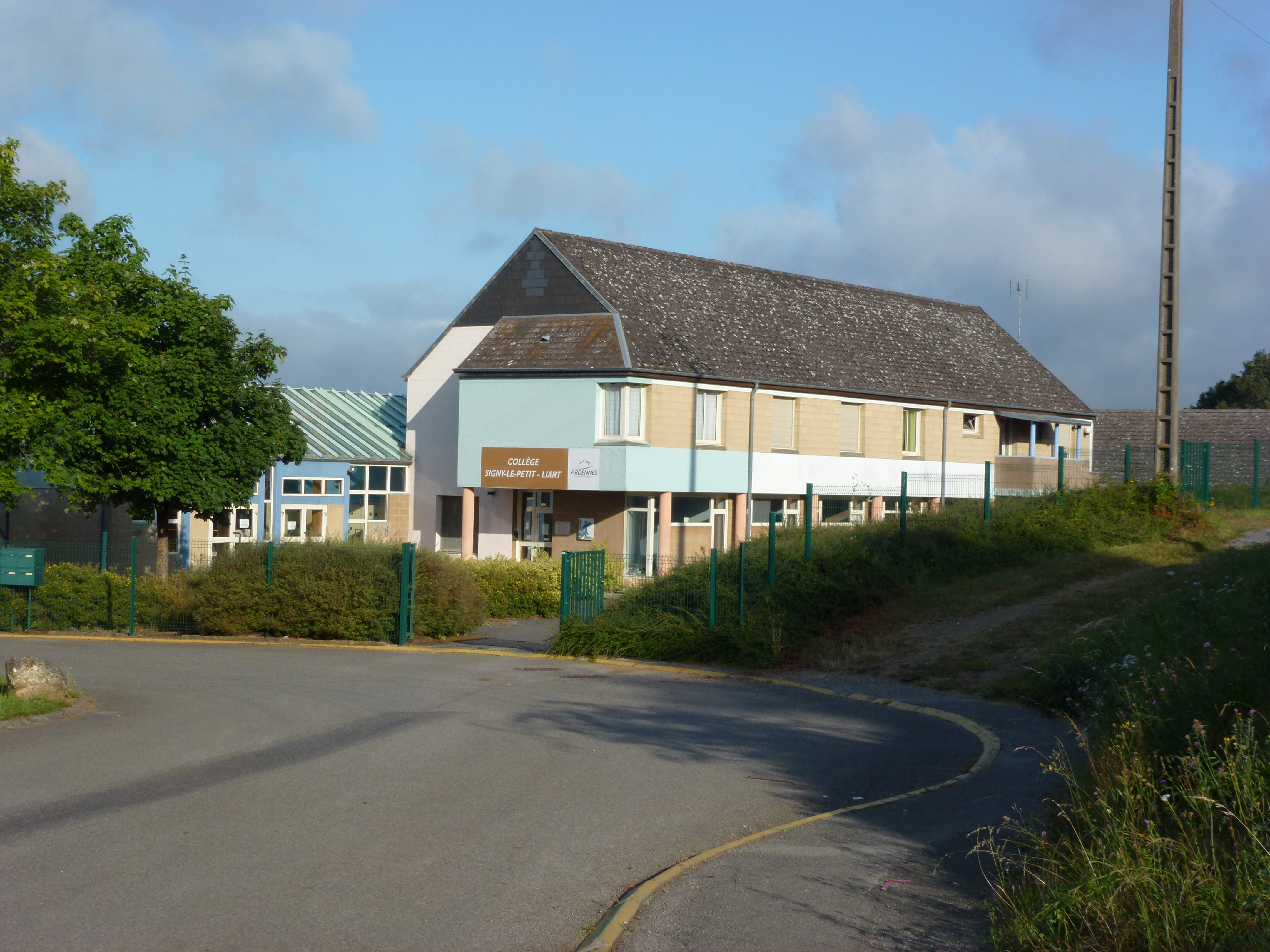
Collège Signy-le-Petit - Liart.
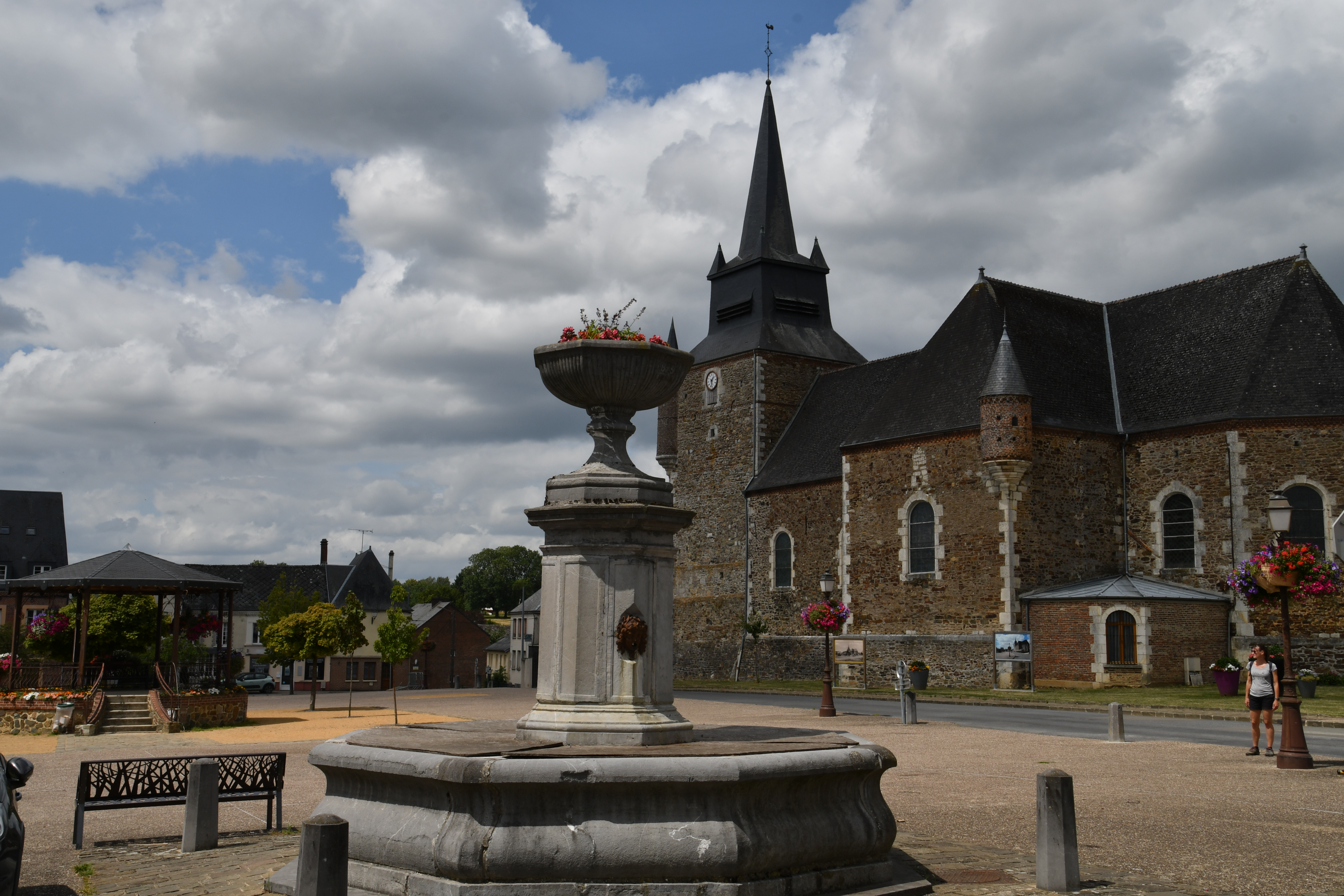
La fontaine sur la Place de l'Église.

Base de loisirs.

## Personnalités liées à la commune
- Augustin Barrachin, industriel et homme politique, y est mort.
- Jules Mouron, homme politique, y est mort.
- Clovis Renault (1843-1919), son fils Pol Renault (1865-1942), et le fils de ce dernier, Edmond (1903-19..) facteurs d'orgue, y sont nés[29],[30],[31],[32].